# Orange (empresa)
Orange, S.A. inicialmente conocida como Direction générale des Télécommunications y posteriormente como France Télécom, es una empresa multinacional de telecomunicaciones francesa con sede en París. Provee servicios a nivel global de telefonía móvil, telefonía fija, Internet, Internet móvil, y servicios de televisión por IP. Posee 263 millones de clientes a nivel global y emplea a 100 000 personas en Francia y 170 000 en el resto del mundo. La compañía forma parte del índice bursátil Euro Stoxx 50.
A pesar de identificar actualmente al mayor grupo de telecomunicaciones francés, la marca Orange tuvo su origen en un operador móvil de Reino Unido. A principios de los años 1990 la empresa hongkonesa Hutchison Whampoa tomó el control de la británica Microtel Communications Ltd. Los nuevos propietarios decidieron que la compañía local debía tener una nueva identidad que representase su nueva etapa, por lo que se diseñó la marca y logotipo de «Orange».
En 1999, Orange fue adquirido por la empresa de telecomunicaciones alemana Mannesmann, la cual a su vez fue absorbida un año más tarde por Vodafone Group. Sin embargo, la Comisión Europea obligó a Vodafone a desprenderse de algunos de sus activos tras la fusión, ya que las autoridades comunitarias entendían que el tamaño de la compañía resultante podría ser perjudicial para la competencia. Así, France Télécom aprovechó la situación para adquirir a Vodafone la compañía, el nombre y la enseña comercial «Orange» en una operación que se cifró en 42 mil millones de euros.
La adquisición fue de gran agrado para el operador francés, ya que con el paso de los años fue renunciando a todas las marcas comerciales con las que había ido operando en los distintos países en los que estaba presente para ir unificándolas paulatinamente bajo la marca Orange. Esta unificación tuvo su máximo exponente cuando, el 1 de julio de 2013, la compañía decidió que la marca Orange sustituiría su propio nombre y el de su grupo, renunciando así a la histórica «France Télécom».

## Historia

### Ente público estatal:Postes, télégraphes et téléphones
El actual gigante de las telecomunicaciones tiene su origen en el marco de la Revolución Francesa de 1792, en el que se creó la primera red de comunicación para permitir la entrega rápida de información en el contexto de una Francia en situación de guerra e inseguridad. Esta fue la red de telegrafía óptica creada por Claude Chappe.
Tras la invención del telégrafo eléctrico y posteriormente del teléfono, el Estado francés crea en 1878 un ministerio específico para estos fines bajo el nombre de «Ministerio de Correo y Telegrafía». Los servicios de telefonía fueron añadidos al ministerio cuando estos fueron nacionalizados en 1889, adquiriendo el nombre de «Postes, télégraphes et téléphones» (PTT). En 1941 se crea la Dirección General de Telecomunicaciones (germen de la actual Orange) dentro de este ministerio y en 1944 el Centro Nacional de Estudios en Telecomunicaciones (CNET) con el objetivo de desarrollar la industria de las telecomunicaciones en Francia.
En la década de 1970, el Estado francés impulsó una inversión para compensar el retraso de Francia con respecto a otros países en telecomunicaciones con el programa "delta LP", que preveía aumentar las líneas de telefonía principales y extenderlas a la mayor parte del territorio. Fue en este periodo en el cual se construyó la mayor parte del bucle local del país, enlazando mediante cables a todos los usuarios con el operador. Además, gracias a la ayuda de fabricantes franceses, los ingenieros e investigadores del CNET inventaron el estándar GSM.

### France Télécom

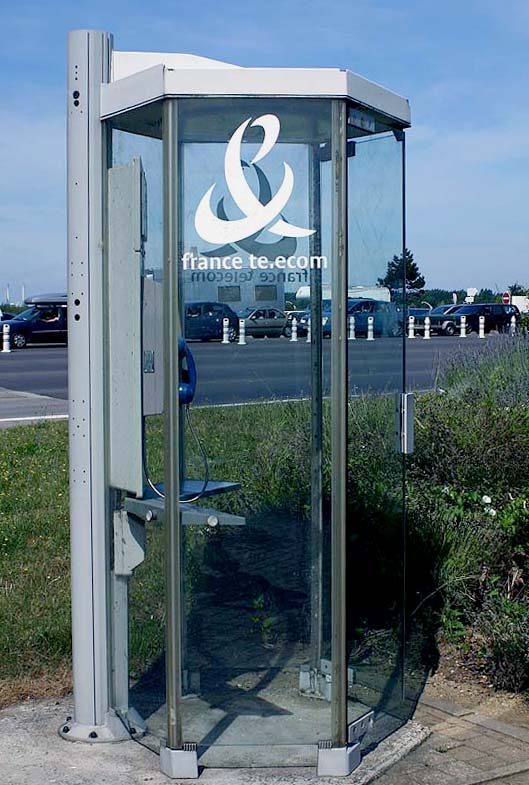
Cabina de telefonía pública de France Télécom en Francia.

Hasta 1988, el operador de telefonía estatal, que era una división del Ministerio de Correos, Telegrafía y Telefonía, era conocido como Direction Générale des Télécommunications (Dirección General de Telecomunicaciones). En 1990 el ente estatal fue renombrado como «France Télécom» con vistas a cumplir una directiva europea que establecía la obligatoriedad de liberalizar el sector de las telecomunicaciones en los Estados miembros antes del 1 de enero de 1998.
La ley 90-568 del 2 de julio de 1990 transformó a France Télécom en una empresa autónoma de la que Marcel Roulet fue su primer presidente. Esto conllevaba que la compañía pasaba a obtener personalidad jurídica propia diferenciada del Estado, así como autonomía financiera. Para preparar el operador a la liberalización del mercado y la entrada de competidores que llegarían al año siguiente France Télécom fue convertida en una sociedad anónima de propiedad estatal el 1 de enero de 1997.
La década de 1990 supuso un gran impulso para France Télécom en la cartera de servicios que ofrecía a los clientes particulares. La compañía siguió ofreciendo servicios de internet de línea fija utilizando su enseña comercial tradicional «France Télécom», pero decidió crear nuevas marcas y filiales para los nuevos servicios. Inspirándose en los portales de servicios que triunfaban en aquella época, se creó la marca Wanadoo para los servicios de internet mientras que para telefonía móvil se creó la marca Itineris.
Un año más tarde, el 1 de enero de 1998, el gobierno socialista de Lionel Jospin decidió privatizar parcialmente la compañía, manteniendo el Estado francés el control de la compañía con el 27% de las acciones del operador. Adicionalmente, se decretó que el nombramiento del presidente de la compañía sería competencia del Consejo de Ministros francés.
El capital de la nueva sociedad fue colocado con éxito al precio unitario de 30 euros por acción. Una segunda venta de acciones fue realizada durante 1998, y a pesar de la crisis de los mercados emergentes, el contexto de la burbuja punto com provocó una gran euforia bursátil y una buena marcha de las acciones del operador. Aupada por esto, la compañía percibió que podía quedarse atrás en la internacionalización que ya habían comenzado competidores europeos como Vodafone, con lo que estableció alianzas de colaboración con Deutsche Telekom basadas en una contribución recíproca del 2% del capital. El acuerdo no duró demasiado, ya que France Télécom decidió romperlo cuando tuvo constancia de que los alemanes planteaban una fusión con Telecom Italia sin habérselo notificado previamente (aunque finalmente no llegó a prosperar).

### Adquisición de Orange

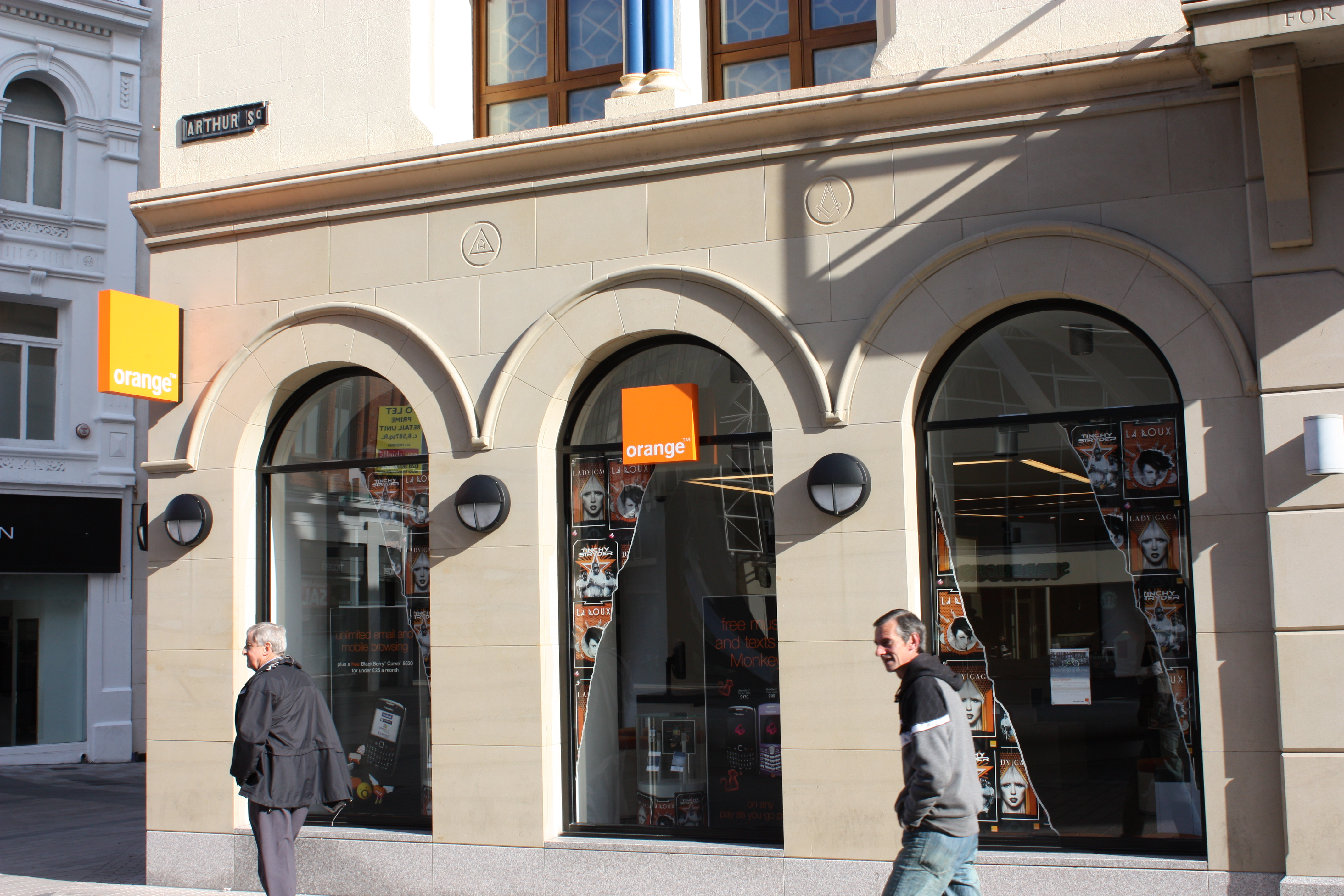
Una tienda de Orange en la ciudad de Belfast (Reino Unido).

Logotipo de Wanadoo.

Los orígenes de la marca Orange no tienen relación con France Télécom, sino con la compañía británica Microtel Communications Ltd. Dicha compañía había sido adquirida en 1991 por el conglomerado con base en Hong Kong Hutchison Whampoa, el cual había obtenido una licencia para desarrollar un operador de telefonía móvil con red propia en Reino Unido.
Los propietarios hongkoneses decidieron crear una nueva marca que diese nombre al nuevo operador de telefonía móvil británico, por lo que encargaron al estudio de consultoría de marca Wolff Olins el diseño de una marca que representase el nuevo rol de la compañía: así, nació la marca y el logotipo «Orange», siendo lanzada al público en el mercado británico el 28 de abril de 1994. Microtel cambió su nombre jurídico por el de Orange Plc y en abril de 1996 Hutchison decidió sacarla a bolsa, cotizando en la Bolsa de Londres y en el NASDAQ con un valor de 2,4 mil millones de libras.
En octubre de 1999, el conglomerado de telecomunicaciones alemán Mannesmann AG adquirió Orange a Hutchison por 33 mil millones de dólares. Dicha adquisición provocó una rápida reacción de Vodafone, que, viendo amenazada su posición en el mercado británico lanzó una OPA hostil para adquirir Mannesmann. Poco después, en febrero de 2000, Vodafone cumplió su objetivo y adquirió Mannesmann por 183 mil millones de dólares. Sin embargo, la Comisión Europea no vio con buenos ojos la posición en que quedaba la empresa resultante, ya que Vodafone pasaría a tener dos operadores con red propia en el mercado británico, por lo que obligó a Vodafone a deshacerse de Orange para poder aprobar la fusión.
Así, en agosto de 2000, France Télécom aprovechó la situación para adquirir Orange Plc a Vodafone por valor de 39,7 mil millones de euros. Dicha compra excluyó la filial belga de Orange (que fue vendida a KPN) ya que France Télécom ya era propietaria de la red de Mobistar en dicho país.
La compra de Orange trajo consigo a France Télécom, además de la entrada en todos los países en los que esta empresa operaba, la entrada en múltiples otras firmas a nivel global como GlobalOne, Equant, NTL, Internet Telecom, Freeserve, la española EresMas o la alemana Mobilcom. Este hecho posicionó repentinamente a France Télécom como el cuarto operador más grande del mundo. El 13 de febrero de 2001 France Télécom entró en la bolsa de valores Euronext París a un precio unitario de 95€ por acción y con una cotización secundaria en la Bolsa de Londres.
France Télécom puso en gran valor la marca Orange que acababan de adquirir, por lo que la compañía tomó la decisión de que la nueva marca sustituiría a las marcas que la compañía venía usando hasta el momento en telefonía móvil (Itinéris, OLA, Mobicarte). En junio de 2001 todas ellas fueron unificadas bajo el nombre de «Orange».

### Crisis y expansión internacional del grupo

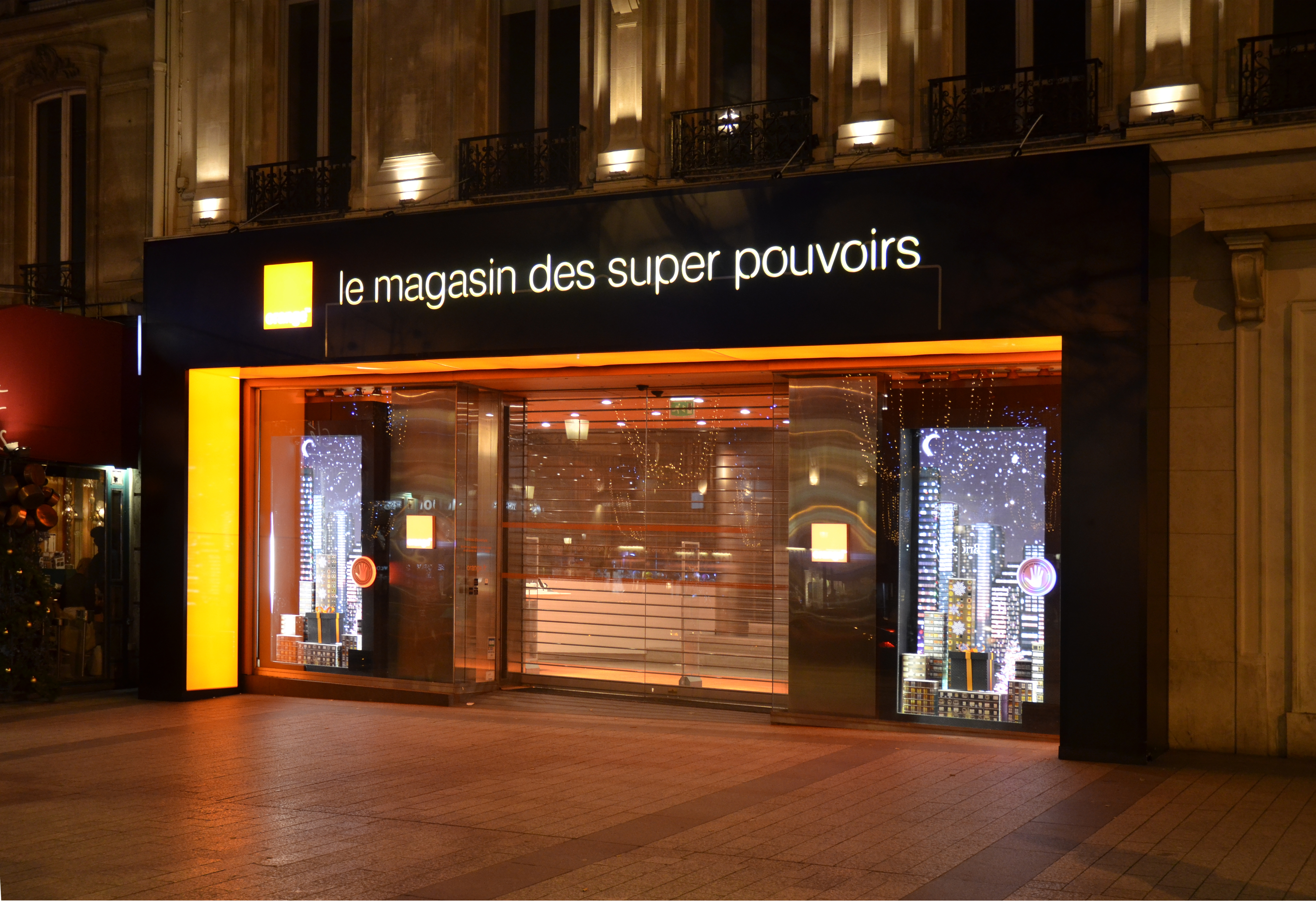
Tienda de Orange en París.

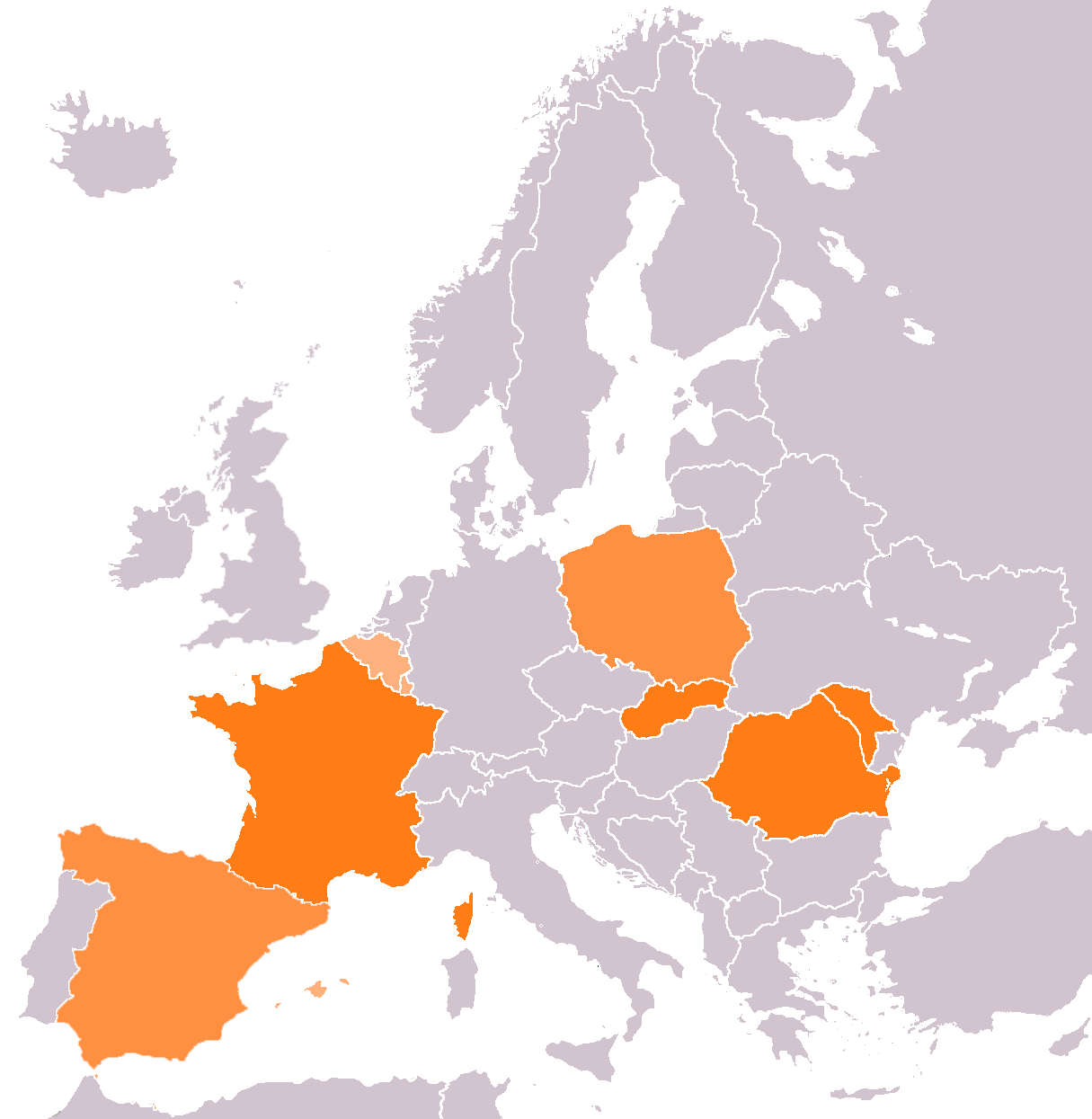
Presencia de Orange en Europa en 2015.
Países donde Orange es el operador líder.
Países donde Orange es el segundo operador.
Países donde Orange es el tercer operador.

La gran expansión de France Télécom a finales del siglo XX experimentó una importante crisis en 2002. Tras la recalificación de gran parte de la deuda del grupo, los balances de la compañía arrojaron un déficit abismal como resultado de las inversiones de riesgo en el extranjero: France Télécom era la segunda compañía más endeudada del mundo en términos de deuda a corto plazo.
El 2 de octubre de 2002 se nombra presidente ejecutivo de la compañía a Thierry Breton con el objetivo de reflotar la compañía, cuya cotización había colapsado hasta caer a los 6,94 euros por acción cuando unos meses antes la misma acción cotizaba a 219€. Bajo su mandato France Télécom ejecutó un duro ajuste de deuda por el cual los bancos e inversores debían asumir 15 mil millones de euros. Otros 15 mil millones debían ser asumidos por el Estado francés, ya que era el accionista mayoritario, mientras que los últimos 15 mil millones debían ser asumidos mediante el capital propio de la compañía. El 25 de febrero de 2005 fue nombrado Ministro de Finanzas de Francia, así que fue relevado en el cargo por Didier Lombard.
La delicada situación del grupo conllevó la venta de las participaciones de France Télécom en varios operadores internacionales: Eultelsat, Telecom Argentina y Wind Telecomunicazioni.
En septiembre de 2004, el Estado francés decidió vender parte de sus acciones en France Télécom de manera que este dejaba de ser el accionista mayoritario y privatizando en consecuencia la empresa. Así, ciento quince años después de su creación, France Télécom se convirtió en el primer operador privado de telefonía de Francia. Un año más tarde continuó su proceso de refinanciación vendiendo la filial danesa Orange Dinamarca a la multinacional TeliaSonera por 600 millones de dólares.
A pesar de la situación de contracción del gasto, en agosto de 2005 France Télécom adquirió el 80% del operador español con red propia Amena al Grupo Auna por 10 mil millones de euros. La compañía, que ya tenía presencia en España como proveedor de servicios en Internet bajo la marca Wanadoo, se convirtió así en el tercer operador móvil de España con un 24% de cuota de mercado.
El 1 de junio de 2006, France Télécom decide que la marca «Orange» pasará a ser la única marca bajo la cual la empresa pasará a ofrecer todos sus productos en todos los países en los que opera. La enseña «France Télécom sólo se mantendría para llamar a los servicios de telefonía fija en Francia. Esto provocó la desaparición de varias decenas de marcas que ostentaba el operador en todo el mundo, tanto propias (Wanadoo, Itineris...) como adquiridas (Amena, Equant...), las cuales fueron siendo sustituidas paulatinamente por Orange. Esta estrategia tenía como meta, por una parte el ahorro de costes al trabajar con una misma enseña en todo el mundo y por otra parte reforzar la imagen de France Télécom como operador global.
En junio de 2007, France Télécom adquiere la compañía austriaca One, renombrándola como «Orange Austria». Paralelamente, adquirió la filial española de Deutsche Telekom Ya.com, la cual también fue integrada al poco de su adquisición dentro de la marca Orange. Un año más tarde, France Télécom estuvo en conversaciones para adquirir el gigante sueco TeliaSonera (Yoigo), lo cual lo hubiese convertido en el operador de telecomunicaciones más grande de Europa, sin embargo ambas compañías finalmente no llegaron a un acuerdo en los términos de la fusión.
El 8 de septiembre de 2009, France Télécom y Deutsche Telekom anunciaron que estaban en negociaciones para fusionar en una empresa conjunta sus respectivos operadores en Reino Unido — Orange y T-Mobile respectivamente — para crear el mayor operador de telefonía móvil del país con un 37% de cuota de mercado. A pesar de la unión, ambos operadores afirmaron que mantendrían sus marcas correspondientes debido a que se dirigían a sectores de mercado diferenciados. La marca común «Everything Everywhere» (EE) se presentó al público en mayo de 2010. En diciembre del mismo año, France Télécom compró el 100% del operador móvil egipcio Mobilil, renombrándolo, como en el resto de los países en los que opera, bajo el nombre de Orange.
En 2010 France Télécom afrontó un cambio de consejero delegado motivado por un escándalo relacionado con una ola de suicidios entre varios empleados del grupo. Didier Lombard fue relevado en el cargo por Stéphane Richard. Su llegada trajo una reorganización interna en los cargos de la compañía, cuyo cambio más notable fue la llegada al grupo de la antigua ministra de cultura francesa Christine Albanel.

### Redefinición del grupo bajo la marca Orange
En febrero de 2012, la compañía decidió acabar con el único sector de mercado que aún no utilizaba la enseña Orange: los servicios de telefonía fija en Francia, que seguían ofreciéndose bajo la marca «France Télécom». Así, tras una campaña de publicidad de transición e información a los clientes, la marca Orange pasó a ser la única bajo la cual el operador ofrecía todos sus productos. Tras este proceso, la compañía ya podía afirmar que usaba de forma unificada la marca Orange en todos los países en los que operaba. El nombre France Télécom se mantuvo sin embargo como nombre jurídico e institucional de la compañía.
El 31 de diciembre de 2014 la Asamblea General de France Télécom aprueba el cambio del nombre jurídico de la compañía así como de todas sus filiales a nivel mundial para sustituir su nombre por el de Orange. Así, «France Télécom S.A.» cambiaba de nombre por «Orange S.A.», acabando de manera definitiva con la enseña histórica que había dado nombre a la empresa durante más de veinte años.
En septiembre de 2014, Orange anunció que había llegado a un acuerdo para la adquisición del operador de cable español Jazztel a sus accionistas mayoritarios en una operación valorada en 3,4 mil millones de euros. La compañía fue posteriormente integrada en la filial española del grupo Orange España.
Durante el mismo año, tanto Orange como Deustsche Telekom afirmaban que se encontraban en conversaciones para vender su joint venture en Reino Unido. El 15 de diciembre de 2014, el operador inglés BT confirmó que se encontraba en conversaciones con ambas compañías para comprar EE por 12,5 millones de libras. El 5 de febrero de 2015 se confirmó la venta, lo cual supuso la final de la marca Orange en territorio británico. Tras el acuerdo, Deutsche Telekom pasaba a ser el propietario del 12% de BT, mientras que Orange sería propietario del 4% de la compañía.

## Estructura global

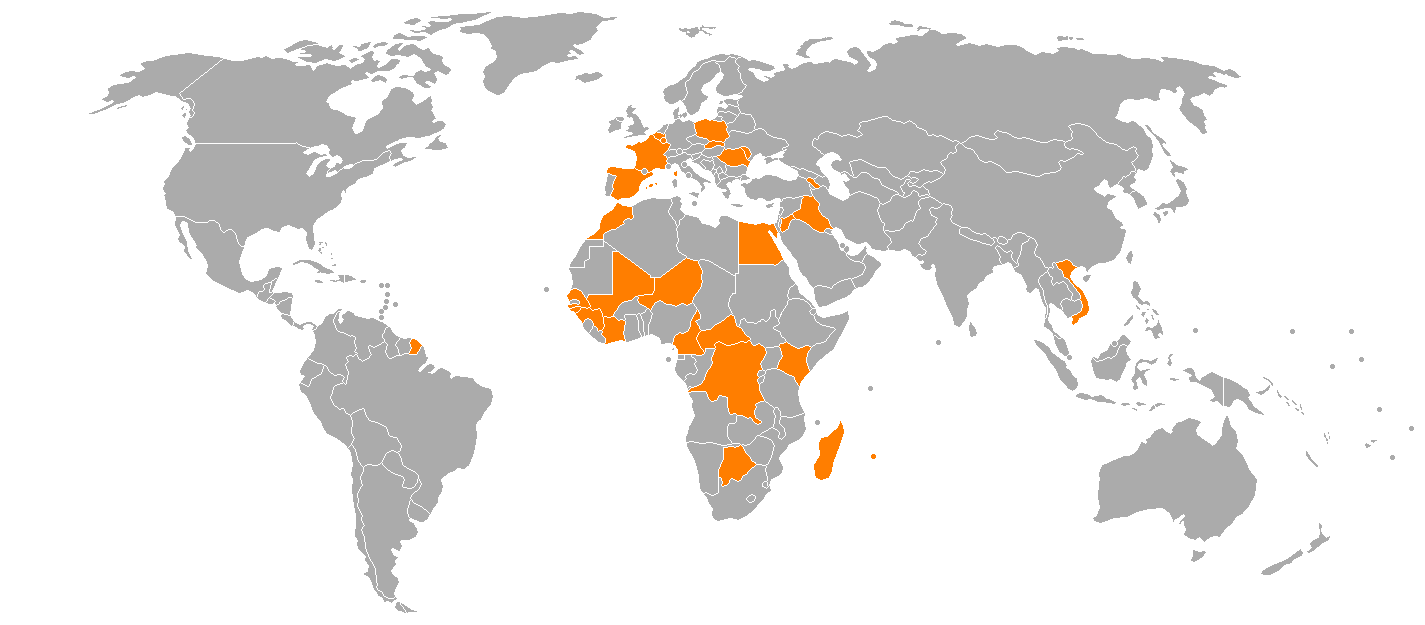
Presencia internacional de Orange.

Orange, principalmente mediante adquisiciones de operadores locales, posee presencia destacada en varias regiones de Europa, así como en varios países de África. A pesar de que utiliza una estrategia de marca única, existen algunas excepciones en algunos países en los que Orange hace uso de segundas marcas para fragmentar su público, como es el caso de Amena en España o Sosh en Francia. A 31 de diciembre de 2010, Orange tenía 150 millones de clientes de telefonía móvil en todo el mundo, un 17,9% de los cuales están en Francia. Orange Francia es el principal operador de telecomunicaciones móviles del país, con una cuota de mercado del 45,38% en 2009. Orange también posee participaciones minitoritarias en otros operadores de nivel global que no controla de forma mayoritaria, como es el caso de EE en Reino Unido.
| País                                  | Operador                        | Página web       |
| ------------------------------------- | ------------------------------- | ---------------- |
| Francia                               | Orange Francia                  | www.orange.fr    |
| Bélgica                               | Orange Bélgica                  | www.orange.be    |
| Luxemburgo                            | Orange Luxemburgo               | www.orange.lu    |
| Moldavia                              | Orange Moldavia                 | www.orange.md    |
| Polonia                               | Orange Polonia                  | www.orange.pl    |
| Rumania                               | Orange Rumania                  | www.orange.ro    |
| Eslovaquia                            | Orange Eslovenia                | www.orange.sk    |
| España                                | Orange España                   | www.orange.es    |
| Botsuana                              | Orange Botsuana                 | www.orange.co.bw |
| Camerún                               | Orange Camerún                  | www.orange.cm    |
| Costa de Marfil                       | Orange Costa de Marfil          | www.orange.ci    |
| Egipto                                | Orange Egipto                   | www.orange.eg    |
| Guinea Ecuatorial Guinea Guinea-Bisáu | Orange Guinea                   | www.orange.gq    |
| Jordania                              | Orange Jordania                 | www.orange.jo    |
| Kenia                                 | Orange Kenia                    | www.orange.co.ke |
| Madagascar                            | Orange Madagascar               | www.orange.mg    |
| Mali                                  | Orange Malí                     | www.orange.ml    |
| Mauricio                              | Orange Mauricio                 | www.orange.mu    |
| Marruecos                             | Orange Marruecos                | www.orange.ma    |
| Níger                                 | Orange Nigeria                  | www.orange.ne    |
| República Centroafricana              | Orange República Centroafricana | www.orange.cf    |
| República Democrática del Congo       | Orange RDC                      | www.orange.cd    |
| Reunión                               | Orange Reunión                  | www.orange.re    |
| Senegal                               | Orange Senegal                  | www.orange.sn    |
| Túnez                                 | Orange Túnez                    | www.orange.tn    |